# Gadilimorpha
Gadilimorpha is een onderorde van de Scaphopoda (Stoottanden).

## Familie
- Gadilidae Steiner, 1992
- Pulsellidae Boss, 1982
- Wemersoniellidae Scarabino, 1986